# 21 cm Nebelwerfer 42
Il 21 cm Nebelwerfer 42 o 21 cm NbW 42 era un lanciarazzi multiplo tedesco usato dalla Wehrmacht durante la seconda guerra mondiale. Era un lanciarazzi destinato all'uso di munizioni a caricamento chimico e fumogeni da parte delle Nebeltruppen, la specialità tedesca per la guerra chimica. Prestò servizio dal 1942 al 1945 in tutti i teatri eccetto la Norvegia. Il razzo fu adattato all'impiego aereo come Werfergranate 21 da parte della Luftwaffe nel 1943.

## Tecnica
Il 21 cm NbW 42 aveva un complesso di lancio multiplo a 5 canne montato su un affusto trainato derivato dal cannone anticarro 3,7 cm PaK 36, al quale venne aggiunta una piastra stabilizzatrice nella parte anteriore per la messa in batteria.
Il razzo 21 cm Wurfgranate 42, con testata ad alto esplosivo, era girostabilizzato tramite l'inclinazione a 16° dei 22 ugelli sul codolo. La voluminosa scia di scarico conteneva detriti e polvere, cosicché i 4 serventi dovevano mettersi al riparo prima del lancio. Inoltre, per evitare il fuoco di controbatteria facilitato dalla stessa scia, i pezzi dovevano essere rapidamente spostati dopo il fuoco. I 5 razzi venivano lanciati uno alla volta a cadenza modulabile e non c'era la possibilità di tiro singolo. I razzi potevano montare sia spolette ad impatto che a tempo. Le canne potevano montare delle guide interne per poter tirare i più piccoli 15 cm Wurfgranate 41 del 15 cm Nebelwerfer 41 caricate ad HE, fumogeno o gas.
Nonostante l'aerodinamica migliorata del Wgr 42 rispetto al 15 cm Wgr 41, esso soffrì degli stessi problemi di dispersione; a causa dell'incostante combustione del propellente l'area di dispersione aveva una lunghezza di 500 m ed una larghezza di 130 m.

## Impiego operativo

### Versione terrestre
I 21 cm NbW 42 erano organizzati in batterie di 6 lanciatori, con tre batterie per battaglione. Questi battaglioni erano concentrati in Werfer-Regiments e Werfer-Brigaden indipendenti. Queste unità entrarono in azione sul fronte orientale, su quello nordafricano, in Italia, in Francia e Germania nel 1942-1945.

## Versione aeronautica

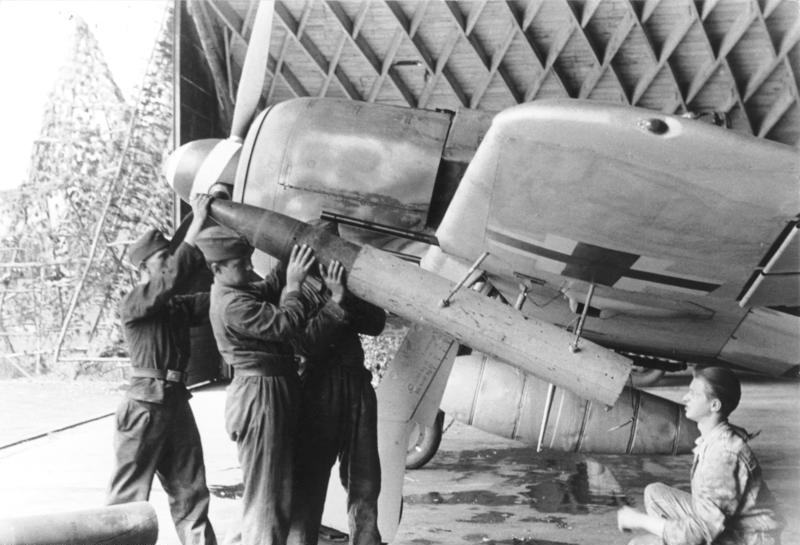
Un Focke-Wulf Fw 190 viene armato con una Werfer-Granate 21

Il razzo Wurfgranate 41 fu adattato all'impiego aria-aria dalla Luftwaffe nel 1943, con una spoletta a tempo ed una testa di guerra maggiorata di 40,8 kg. Il nuovo razzo venne ridenominato Werfer-Granate 21 (WfrGr 21) o Bordrakete 21 (BR 21). La funzione del razzo era quella di scompaginare le formazioni serrate di bombardieri alleati, in modo da rendere i singoli aerei vulnerabili dai caccia tedeschi a distanza di sicurezza dal fuoco difensivo della formazione. Un tubo di lancio singolo veniva agganciato sotto ognuna delle due ali dei caccia monomotori Bf 109 e Fw 190, mentre i caccia bimotori Bf 110 erano equipaggiati con due tubi sotto ogni ala.
Il primo attacco di cui si ha notizia contro bombardieri americani con i razzi subalari risale al 29 luglio 1943, da parte di caccia degli stormi Jagdgeschwader 1 e Jagdgeschwader 11, durante gli attacchi americani alle aree di Kiel e Warnemünde.
Prove fotografiche dimostrano che gli ungheresi montarono tre tubi sotto ogni ala dei loro caccia pesanti Me 210 Ca-1. Comunque l'alta resistenza fluidodinamica causata dai lanciatori limitava pesantemente la velocità e la manovrabilità degli aerei, con conseguenze potenzialmente letali in caso di scontro con la caccia alleata.